# Fusarium flavum
Fusarium flavum är en svampart som först beskrevs av Elias Fries, och fick sitt nu gällande namn av Hans Wilhelm Wollenweber 1931. Fusarium flavum ingår i släktet Fusarium och familjen Nectriaceae.   Inga underarter finns listade i Catalogue of Life.